# Isaac Williams
Isaac Williams fue un marinero estadounidense, que navegando cerca del estrecho de Magallanes, al parecer, habría desertado hacia 1840 de una nave norteamericana durante su paso por el estrecho de Magallanes, quedándose a vivir entre los indígenas de la zona, entre aquellos que moraban sobre su costa septentrional con más precisión. Quizá el sitio de su desembarco y deserción fuera Puerto Peckett, paraje de recalada ocasional para las naves veleras pues allí se tenía la probabilidad de encontrar indígenas con los cuales se podía practicar el comercio y adquirir carne de guanaco para las necesidades dentro de la nave, del mismo modo que abastecerse de agua. Acogido por los indígenas, es posible que éstos fueran los mismos después conocidos como guaicures o guaicurúes, supuestos mestizos de aónikenk, cazadores-recolectores que se asentaban en la zona interior (Tierra Adentro), y kawéskar, nómades marinos que solían frecuentar las costas del istmo de la península de Brunswick. Entre ellos tomó una mujer, con la que tuvo dos hijos. Nos mueve a suponer tal vinculación pues no sólo se le vio más tarde con los guaicurúes, sino también por la información recogida por Robert Fitz Roy entre los aónikenk de San Gregorio, en cuanto que los mismos sienten gran antipatía por los negros. En cuanto ven a uno le arman gritería y silbatina y le hacen muecas.

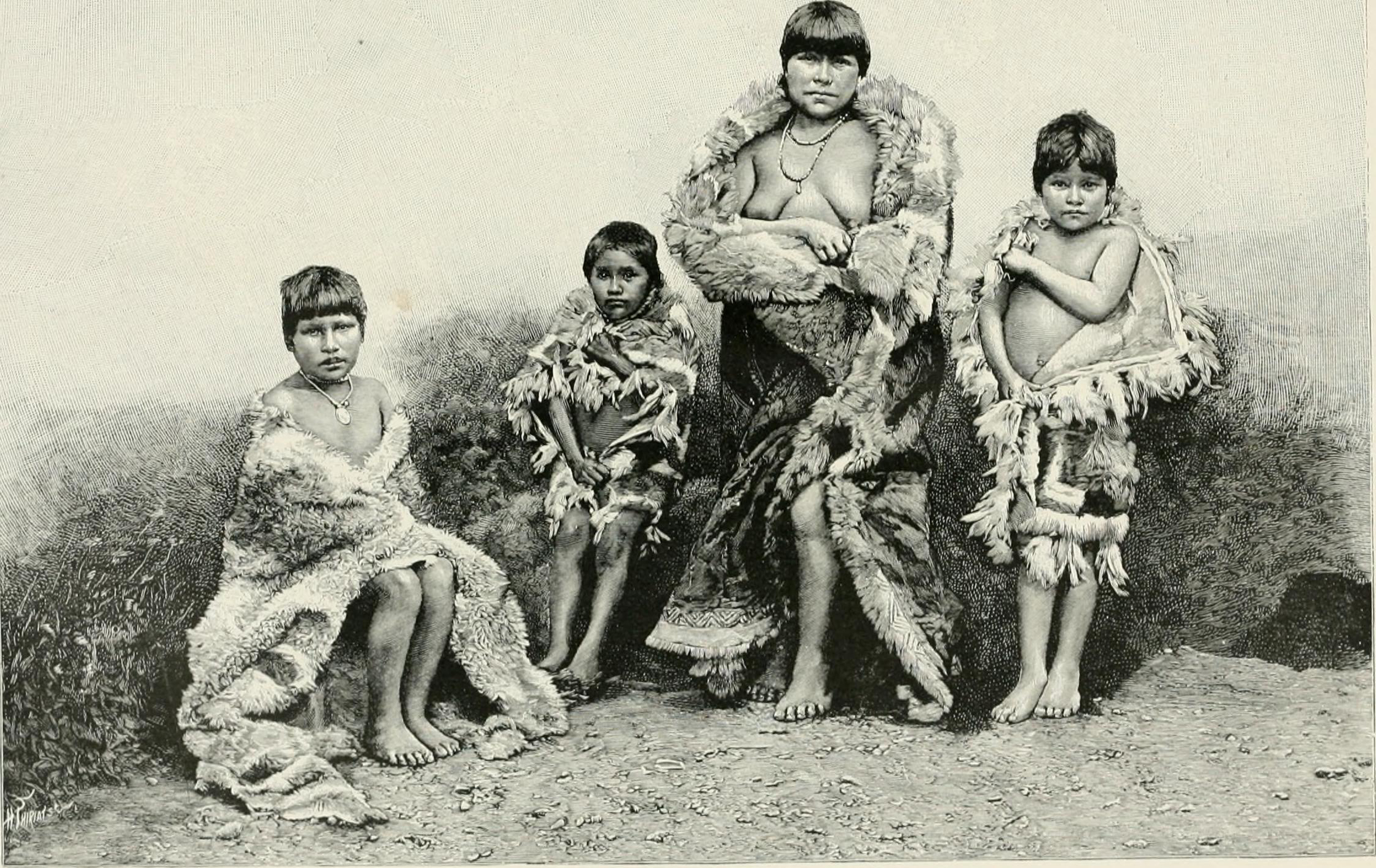
Gente de la tribu kawéskar, con quien habría habitado Issac.

## Trabajo
El sacerdote Domingo Pasolini tomó contacto con él cuando arribó al estrecho de Magallanes a bordo del barco Magallanes. El religioso y su secretario Santiago Dunne valoraron la presencia del negro norteamericano entre los naturales, pues al dominar su lengua el mismo pudo servir como interprete o lenguaraz y facilitar de esa manera el mejor entendimiento y relación entre los chilenos y los aborígenes de la sección nororiental del territorio. De esa manera decidió contratarlo para el servicio de la colonia a comienzos de 1845.
Una vez contratado, el negro fue acusado de indisponer a los indios del norte con la autoridad, por lo que lo dio de baja del servicio, se lo hizo detener y se lo remitió preso a disposición del Intendente de Chiloé. Poco después, fue sobreseído de las acusaciones y volvió a navegar.
Después de esa experiencia, Williams volvió a la vida marinera y aprovechó el paso de una nave ballenera por el estrecho de Magallanes y se embarcó en la misma con rumbo a San Carlos de Ancud.